# Eugenitina
Eugenitin es un derivado de cromona, un tipo de compuesto fenólico que se encuentra en el clavo. También se ha aislado a partir de las especies fúngicas de Cylindrocarpon.

## Síntesis
Eugenitin también ha sintetizado usando la ciclación de Kostanecki acetato de sodio - anhídrido acético de C-methylphloracetophenone en 1952 y de visnagin, kelina y khellol. en 1953.